# トーマス・アンチセル

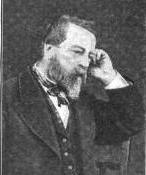
トーマス・アンチセル

トーマス・アンチセル（Thomas Antisell、1817年/1821年/1823年 - 1893年）は、明治時代にお雇い外国人として来日したアメリカ合衆国の化学者、鉱山技師。アメリカ農務省出身で、専門分野は農学、化学、気象学である。

## 経歴・人物
1871年（明治4年）、日本政府の招聘により開拓使顧問のホーレス・ケプロン、医師のスチュアート・エルドリッジ、土木技術者のA・G・ワーフィールドと共に来日した。ケプロンの助手となり、道内における鉱山の調査をはじめ、ビールの原料のひとつであるホップの発見といった農業分野にも従事した。のちケプロンに更迭されるが、これを再登用しようとした開拓使中判官の榎本武揚とケプロンは激しく対立した。
また、翌1872年（明治5年）に開拓使仮学校の教頭となり、化学及び地質学の教鞭を執るなど、教育関係の仕事や室蘭の開港に携わるなど、道内における文明開化に貢献した。1874年（明治7年）大蔵省に雇われ、1876年（明治9年）に帰国するまで紙幣用インクの製造及び研究に携わった。